# 72 Virginis
72 Virginis är en gulvit underjätte i Jungfruns stjärnbild. Den har konstant magnitud, men misstänktes tidigare vara variabel (CST).
Stjärnan har visuell magnitud +6,10 och är svagt synlig för blotta ögat vid god seeing.